# Site provincial du patrimoine

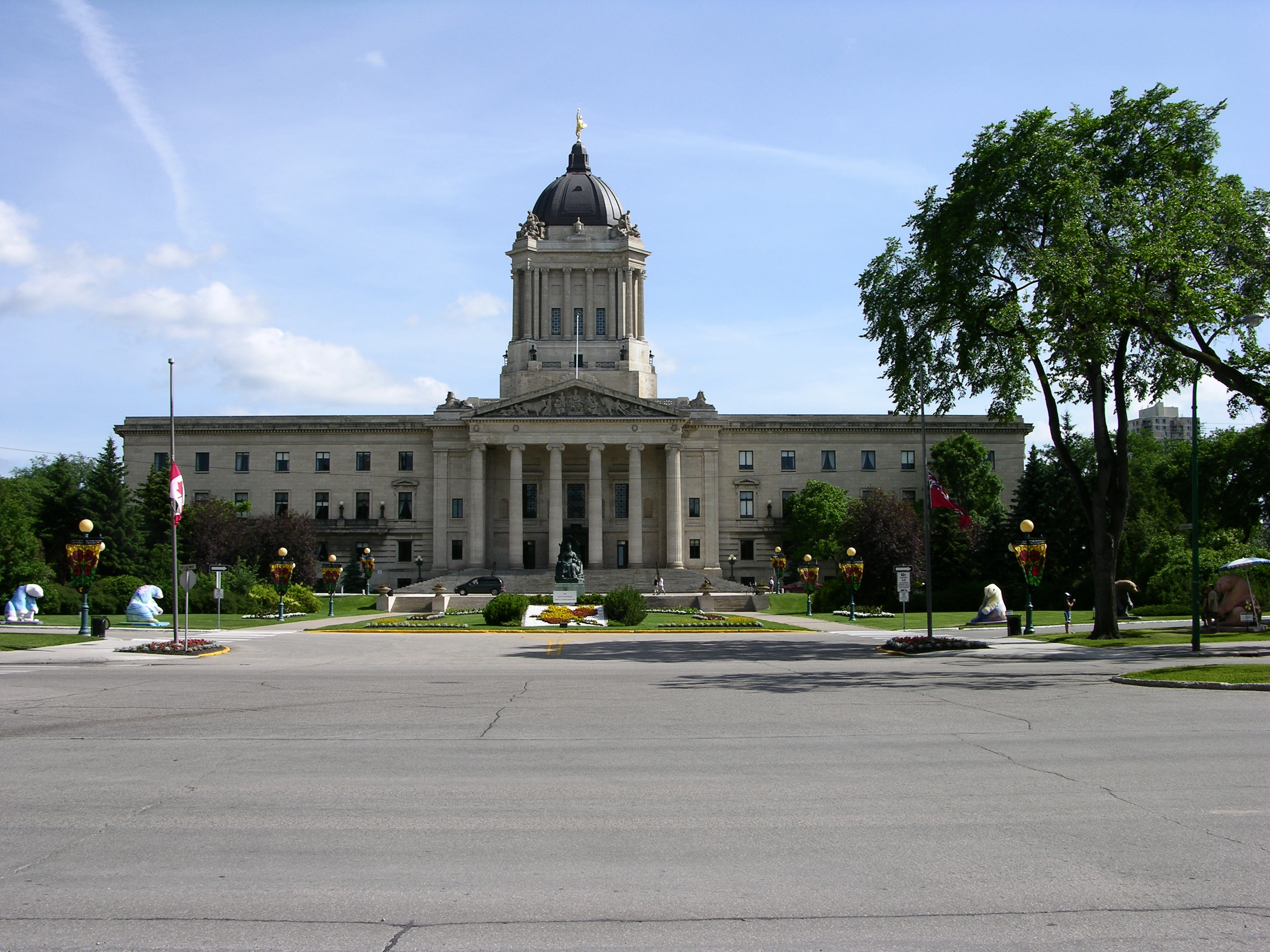
Le Palais législatif du Manitoba, désigné site provincial du patrimoine en 1989.

Un site provincial du patrimoine (provincial heritage site) est un édifice ou un site du Manitoba (Canada) qui a été désignée par le ministère du Tourisme, de la Culture, du Patrimoine, du Sport et de la Protection du consommateur. Il est le plus haut niveau de protection du patrimoine disponible au Manitoba.

## Critère de désignation
La ministre peut désigner un site selon deux critères, soit que le site présente un bon exemple de:
- « la préhistoire ou l'histoire de la province ou d'une région particulière de celle-ci, de leurs populations et de leur culture respective. »
- « l'histoire naturelle de la province ou d'une région particulière de celle-ci[1]. »

De plus, le ministre peut désigner un site pour mettre en valeur ou protéger les environs d'un autre site.

## Protection
Le propriétaire d'un site provincial du patrimoine ne peut modifier, rénover, agrandir, ou démolir un site; ajouter une construction; ou entreprendre des projets de mise en valeur sans demander un permis au ministère du Tourisme, de la Culture, du Patrimoine, du Sport et de la Protection du consommateur.